# Philips Videopac+ G7400
La Philips Videopac+ G7400 es una  computadora y  videoconsola de tercera generación lanzada en cantidades muy limitadas en el año 1983,   exclusiva de Europa ; se planeó lanzarla en estados unidos como Odyssey³ Command Center para la serie Odyssey, pero nunca se materializo. El G7400 fue el sucesor del Philips Videopac G7000,la versión europea del Magnavox Odyssey².  El sistema presentaba gráficos de fondo y primer plano perfectamente diseñados. 
El G7400 podía reproducir tres tipos de juegos: toda la librtia de juegos del G7000, juegos del G7000 con gráficos de fondo de alta más detallado adicionales que aparecerían solo cuando se jugaran en el G7400+ y juegos exclusivos del G7400+ con sprites y fondos con más detalle.
Habo planes para lanzar el G7400 en los Estados Unidos como la magnabox Odyssey³ y más tarde como Odyssey³ Command Center; se presentó en el Consumer Electronics Show de 1983,  y se encontraron algunos prototipos americanos. pero la Odyssey³ nunca se lanzó, la principal razón es que los ejecutivos concluyeron que no significaba un advance lo tecnológicamente  avanzado como para competir en el mercado, y la crisis de los videojuegos en 1983 sepulto todas las esperanzas de un lanzamiento.
El Odyssey³ se planeo con incluir un teclado mecánico real, a diferencia del teclado de membrana que se encuentra en el G7000 y el Odyssey², así como conexión db9 para jjoystick para juegos. Se sabe que se hicieron prototipos de un módem de 300 baudios y de un sintetizador de voz, y se planeó un conexión y un accesorio para reproducir Laserdisc lo que permitiría juegos aún más avanzados.

## Especificaciones
- Procesador : Intel 8048, 5,91 MHz
- RAM: 6 KB + 192 bytes
- ROM: 1 KB
- Pantalla: 320×238×16 ( Intel 8245 para G7000 compatible con gráficos de 16 colores 128x64 y Thomson EF9340 [VIN] y EF9341 [GEN])
- Audio: 1 canal, 8 sonidos
- Entrada/Salida: Modulador RF, conector Péritel /SCART (con RGB ), puerto(s) de joystick, puerto de cartucho ROM
- Expansión
  - The Voice – una unidad de síntesis de voz, compatible con G7000
  - Chess Module: se aumentó la potencia de procesamiento del G7400 para que pudiera jugar ajedrez, también compatible con G7000
  - Microsoft BASIC Home Computer module (C7420) – Similar al anterior, con el propósito de convertir el G7400 en un ordenador “real”, no compatible con G7000 . Una CPU Z80 adicional con 16 KB de RAM y 16 ROM de KB.

## Legado
se lanzó una compilación de juegos llamada colección Videopac Volumen 1 se lanzó en Steam el 24 de noviembre de 2022. y Utiliza  el emulador O2EM para la emulación e incluye las versiones G7400 de los juegos cuando corresponde. 